# Взрыв моста Горгопотамоса
Взрыв моста Горгопотамоса, известный в английской историографии как Операция «Харлинг» (англ. Operation Harling) — операция, проведенная в годы Второй мировой войны британским Управлением специальных операций (SOE) совместно с частями греческого Сопротивления ЭЛАС и ЭДЕС, в ходе которой был разрушен железнодорожный виадук на реке Горгопотамос в Центральной Греции 25 ноября 1942 года. Это был один из первых диверсионных актов в оккупированной Осью Европе, и начало постоянного британского вмешательства в греческие дела. Для Греции операция примечательна как крупнейшая и последняя, в которой левые партизаны ЭЛАС и антикоммунистическая ЭДЕС действовали сообща. В греческой историографии операция «Взрыва моста Горгопотамоса» выходит далеко за тесные военные и временные рамки «Операции „Харлинг“» и является символом идеологемы «Единого Греческого Сопротивления». Политическая составляющая операции Горгопотамос является предметом обсуждения на протяжении последних 70 лет. Празднование годовщины операции в 1964 году отмечено кровавыми событиями.

## Предыстория

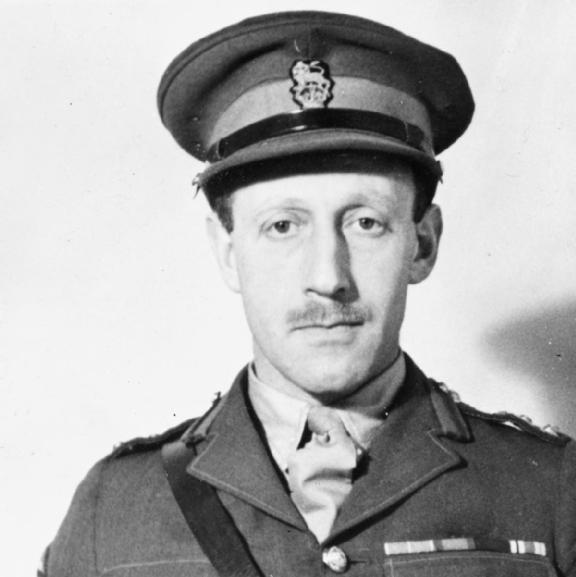
Эдди Майерс.

Операция Harling была задумана в конце лета 1942 года, как попытка остановить поток снабжения через Грецию Африканскому корпусу Роммеля в Северной Африке. С этой целью каирский офис SOE принял решение послать группу диверсантов, чтобы перерезать железнодорожную линию, соединяющую Афины с городом Фессалоники.
Предполагаемыми целями были 3 виадука, все в районе Браллос: мосты Горгопотамос, Асопос и Пападья. Разрушение виадука Асопос было предпочтительнее, поскольку его восстановление заняло бы больше времени, но окончательный выбор был оставлен за командиром миссии.
Командование группой было поручено подполковнику (позже повышенному в бригадиры) «Эдди» Майерсу (Edmund Charles Wolf Myers), «единственному прошедшему подготовку парашютиста профессиональному офицеру-сапёру на Ближнем Востоке», согласно заявлению второго по рангу в миссии, майора (позже повышенного в звание полковника) Криса Вудхауза (Montague Woodhouse, 5th Baron Terrington). По заявлению англичан, после завершения миссии британская группа должна была быть эвакуирована, оставив только Вудхауза, второго лейтенанта грека Мариноса и двух радистов, чтобы установить связь с растущим движением Греческого Сопротивления.

## Греческое Сопротивление — ЭЛАС
Ещё с мая 1941 года участие населения Крита в боях против германских парашютистов стало перерастать в партизанское движение. В континентальной Греции честь начала вооружённого Сопротивления принадлежит Македонии, в восточных областях которой греческие коммунисты начали вооружённую борьбу против болгарских оккупантов в июне 1941 года. Руководимое местными организациями коммунистов, массовое, но плохо организованное и преждевременное, восстание греческого населения против болгар в сентябре 1941 года в Восточной Македонии было жестоко подавлено болгарской армией, с эпицентрами болгарских зверств в городах Доксато и Драма:591.
Коммунисты, находившиеся до войны в подполье и имевшие соответствующий опыт, стали создавать организации Сопротивления по всей стране. Летом 1941 года, центральный комитет партии поручил офицерам-коммунистам, полковнику Папастаматиадису и майору Макридису, разработать план и подготовить массовое вооружённое Сопротивление.
2 февраля 1942 года было объявлено о организации Народно-освободительной армии Греции (ЭЛАС), созданной руководимым греческими коммунистами Национально-освободительным фронтом (ЭАМ).
По поручению центрального комитета ЭЛАС, Афанасиос Кларас, ставший известным в истории под именем Арис Велухиотис, организовал партизанский отряд в Средней Греции. Арис представлял себя населению в качестве «майора артиллерии». Он действительно воевал в зенитной артиллерии в греко-итальянскую войну 1940—1941 годов, но в качестве унтер-офицера.
Первым офицером, вступившим в отряд Ариса и в ЭЛАС в целом, стал лейтенант Д. Димитриу. Во главе своего отряда Арис очистил регион от пособников оккупантов. 9 сентября 1942 года он дал свой первый бой против соединения регулярной итальянской армии и уничтожил его, создав первый регион «Свободной Греции».
Тем временем, при поддержке подпольных организаций коммунистов и ЭАМ, отряды ЭЛАС появились по всей стране: в Фессалии, Македонии, Эпире, на Пелопоннесе и островах:594.

## ЭДЕС

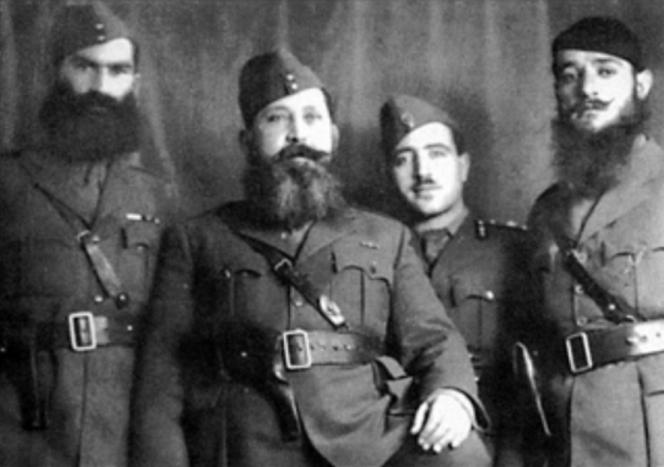
Полковник Зервас. На фото — второй слева.

В то время как коммунисты организовывали Сопротивление и начали вооружённую борьбу, представители большинства других политических партий пребывали в нерешительности и тупике, после того как король и правительство оставили страну.
У политиков и офицеров, желающих продолжить войну, но отказывающихся сотрудничать с коммунистами, оставалось два пути. Один из них — организовать Сопротивление своими силами, но для этого у них не было соответствующего опыта, к тому же мало кто из офицеров верил в возможности массового вооружённого Сопротивления. Другим путём оставалось бегство из страны, вступление в греческие соединения, создаваемые эмигрантским правительством на Ближнем Востоке и участие в боях в Северной Африке.
9 сентября 1941 года полковник Наполеон Зервас, якобы представляя находившегося в эмиграции во Франции генерала Пластираса, создал Народную республиканскую лигу (ЭДЕС).
ЭДЕС первоначально не была организацией Сопротивления, а политической организацией, ставившей своей целью «установление в Греции республиканского строя социалистической формы, каким бы ни был исход войны» (!).
Нигде в декларации ЭДЕС не было слов «сопротивление», «национальное освобождение», «оккупация», в силу чего оккупационные власти благосклонно отнеслись к созданию организации:582.
Прибытие из Франции 23 сентября представителя Пластираса, Пиромаглу, изменило ситуацию. Комнинос Пиромаглу в 1916—1917 годах принимал участие в греческих диверсионных группах под британским командованием, которые, базируясь на острове Лемнос, совершали налёты на побережье Малой Азии. Пиромаглу трансформировал ЭДЕС в организацию Сопротивления, имевшую также и антикоммунистическую направленность, но ограниченную географически только в Афинах и Эпире, родине Зерваса:585.
В течение 1941 и начала 1942 годов, англичане, выделяя большие суммы денег, предприняли множество попыток создать организации, контролируемые ими напрямую, в противовес организациям коммунистов. Потерпев в большинстве случаев неудачу, англичане обратились к Зервасу. Выделив ему, через маленькую организацию «Прометей-2», которой руководил флотский капитан Куцояннопулос, 800 золотых фунтов, англичане просили Зеваса начать немедленно вооружённую борьбу. Но Зервас пытался уйти от взятых на себя обязательств, «вероятно также и потому, что растранжирил фунты в картёжных домах Афин»:595.
23 июля 1942 года Зервас решился уйти в горы. Сопровождаемый Пиромаглу и группой членов ЭДЕС, Зервас направился на родину, в регион Валтос Эпира. Здесь к его отряду примкнула действовавшая в этом регионе группа врача Хутаса «ЭЭ» («Эллас-Элефтерия», то есть «Греция-Свобода»). Отряд Зерваса-Хутаса в сентябре насчитывал всего 40 человек.
В октябре, то есть через 3 месяца после первого боя Ариса, отряд Зерваса впервые вступил в бой с итальянцами.
Герозисис пишет, что для истории «имеет мало значения то, что Зервас был беспринципным авантюристом и ушёл в горы только после того, как получил английские фунты». Герозисис считает, что следует признать за ним сам факт ухода в горы, в отличие от других поддерживаемых англичанами офицеров, которые отсиживались в Афинах:597.
Англичане получили возможность обращаться не к про-коммунистическим партизанам ЭЛАС, а ко «второй по значению организации», как именует ЭДЕС в своих мемуарах Крис Вудхауз.

## Политическая составляющая операции
Вудхауз утверждает, что англичане миссии Harling в значительной степени не знали о реальной ситуации в оккупированной Греции, о точном характере, не говоря уже о силе и политической принадлежности создаваемых групп Сопротивления.
Заявления Вудхауза ставят под сомнение участники операции.
Тот факт, что с Горгопотамоса начинается вмешательство англичан в греческие дела, Георгиос Хулиарас (партизанский псевдоним «Периклис») подчёркивает следующим образом: «Никто не может легко и с полной уверенностью ответить. Что перевешивало в решении англичан взорвать мост? Вклад в борьбу союзников, или посредством взрыва моста они ставили цель навязать де-факто Зерваса в качестве лидера греческого Сопротивления, и, с этого момента, своим присутствием в греческих горах, используя Зерваса, выполнить свою задачу — обуздать партизанское движение, от чего зависел в новых условиях ход будущих политических событий в Греции?».
Через 60 лет издание компартии Греции пишет: «мост не был единственной целью. Целью, в основном, было утверждение военного присутствия англичан в Греции, где их интересы переплетались с интересами правящего класса. Англичан интересовал режим в стране после освобождения, учитывая тот факт, что руководство освободительной борьбы взяла в свои руки компартия и политические силы, входящие в ЭАМ».
Современный историк Т. Герозисис также не исключает, что «за этой операцией была спрятана другая, политическая, операция»:603.

## Приземление англичан в Греции, контакты с Сопротивлением
Группа SOE насчитывала 12 человек и была разбита на 3 четвёрки, в каждую из которых входили командир, переводчик, сапёр и радист. Первая четвёрка состояла из подполковника Эдди Майерса, руководителя миссии и командира четвёрки, капитана Денниса Хамсона в качестве переводчика, новозеландца капитана Тома Барнса в качестве сапёра и радиста сержанта Len Wilmot. Вторая четвёрка состояла из майора Криса Вудхауза, грека 2-го лейтенанта Темиса Мариноса, лейтенанта Inderjit Singh Gill (шотландского и сикхского происхождения, который позже стал генерал-лейтенантом в армии Индии) и сержанта Doug Phillips. В третью четвёрку входили майор John Cooke, капитан Нат Баркер, новозеландец капитан Артур Эдмондс и сержант Майк Читтис.

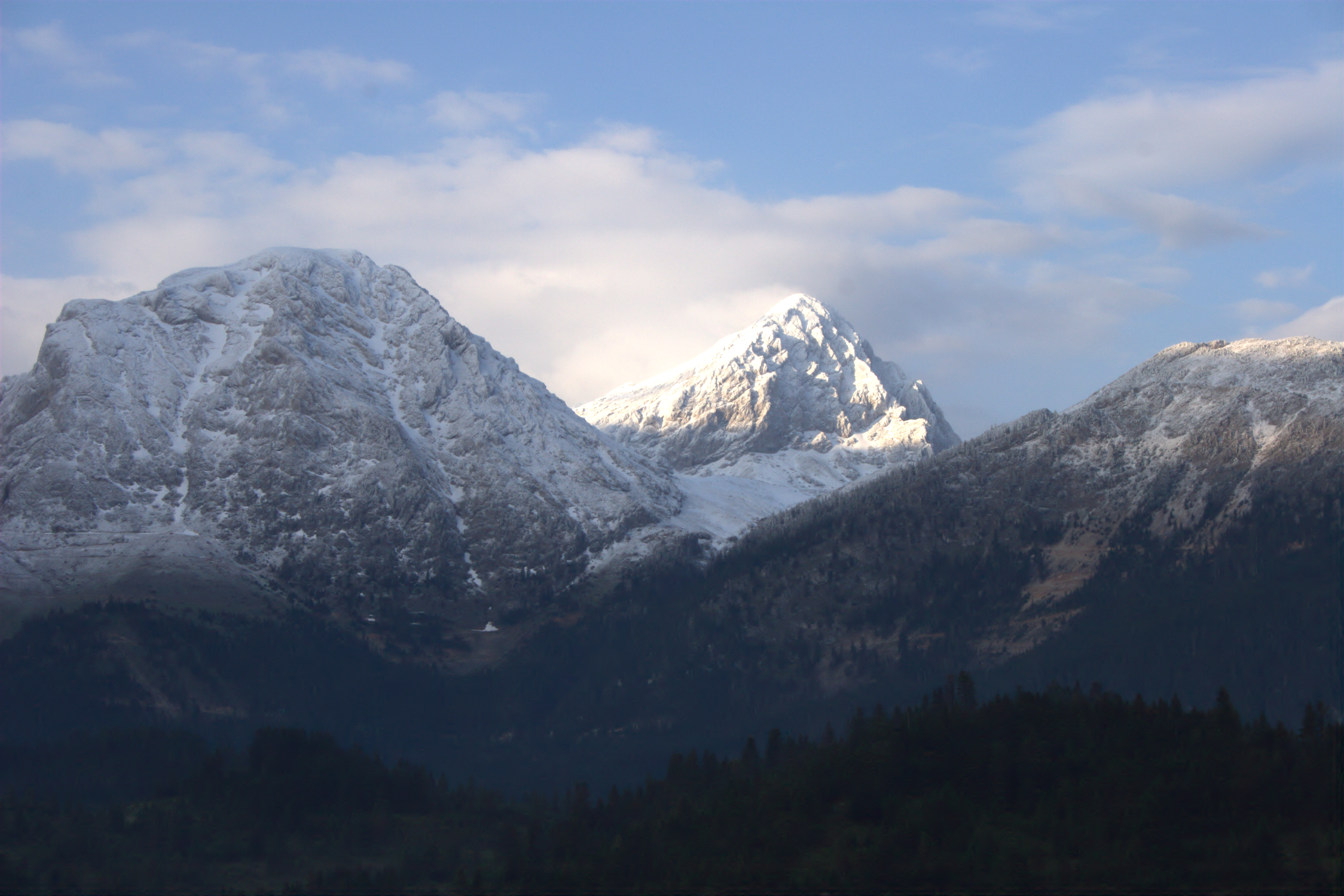
Гора Гьона.

Группа была размещена в 3-х отдельных самолётах Consolidated B-24 Liberator. Первая попытка выбросить их над Грецией 28 сентября не удалась, поскольку согласованные предварительно огни не были обнаружены. В ходе последующего полёта, 30 сентября, огни были обнаружены, и группа Harling была выброшена над горой Гьона в Средней Греции.
Третий самолёт не обнаружил никакого огня, и четвёрка майора Кука выбросилась около города Карпенисион, в котором располагались гарнизоны оккупантов. Один из членов четвёрки приземлился в самом городе, но был спрятан греческим населением. Уходя от итальянских войск, которые искали парашютистов, они выбрались на холмы, где наткнулись на партизан Ариса Велухиотиса.
Тем временем, как пишет новозеландский писатель МакГлин, основная группа скрывалась у безымянных греков и постоянно перемещалась, чтобы не быть захваченной итальянскими поисковыми группами, в то время как Вудхауз отправился в город Амфиса, чтобы наладить контакт с Каиром.
В это время Майерс и Хамсон, проводником которых выступил, согласно МакГлину, местный житель Яннис (фамилия не прилагается), предприняли разведку трёх перспективных целей и выбрали Горгопотамос, который предоставлял лучшие шансы на успех: его итальянский гарнизон в 100 человек был достаточно маленьким, и цель имела хороший доступ, прикрытие и пути отступления для атакующих сил

## В поисках Зерваса
Операцию предполагалось провести в начале октября, в ожидании сражения союзников с Роммелем при Эль-Аламейне. Операция была проведена с опозданием, поскольку англичане поставили себе цель непременно войти контакт с Зервасом, который, однако, находился в 150 км от Гьоны, в Эпире.
Ветераны греческого Сопротивления дают несколько отличное описание предшествующих операции событий.
Англичане были подобраны не безымянными греками, а партизанами ЭЛАС, под командованием Караливаноса, которые длительное время укрывали их в пещере, на горе Гьона. Англичане постоянно искали контакта с Зервасом, но сумели наладить контакт с помощью ЭЛАС только 9 ноября в селе Строми Эвритании.
Туда прибыл и Арис, получив послание Зерваса. На встрече ЭЛАС, ЭДЕС и англичан в Виниани, Арис согласился принять участие в операции.
Все участники операции 20 ноября встретились в назначенном пункте, в селе Мавролитари.
Иначе и в духе противоборства англичан с ЭЛАС преподносят события МакГлин и Вудхауз:
2 ноября Вудхауз направился установить контакт с Зервасом, в регион Валтос, в то время как 14 ноября четвёрка майора Кука соединилась с основной группой, информируя, что она вошла в контакт с Арисом. Вудхауз вернулся в тот же день (14 ноября), с Зервасом и 45 его людьми.
Вудхауз утверждает, что с самого начала Зервас высказал энтузиазм по отношению к планируемой операции.
Согласно Вудхаузу, энтузиазм Велухиотиса был меньшим, поскольку находящееся в Афинах руководство ЭАМ-ЭЛАС ещё не оценило важность и потенциал вооружённой борьбы в сельской местности, предпочитая вместо этого сконцентрировать своё внимание на городах (то есть на взятии власти). Это заявление не вяжется с фактом, что задачей, поставленной перед Арисом руководством ЭЛАС, была вооружённая борьба именно в сельской местности и что Арис вёл уже здесь бои с оккупантами в течение 3-х месяцев. В конечном итоге, согласно заявлению Вудхауза, Велухиотис, по собственной инициативе и вопреки инструкциям полученным от ЭАМ, принял решение принять участие в операции.
Заявления Вудхауза опровергаются изданием компартии: «Англичане и, в основном, их руководители, с первого момента, когда их нога ступила на греческую землю, сделали всё возможное, чтобы войти в контакт со своим человеком, Зервасом, будучи убеждёнными, что Зервас и его силы будут достаточны для выполнения операции Harling. Они не только не желали участия ЭАМ и ЭЛАС в операции взрыва моста, но и считали эти организации противниками в своих дальнейших планах. Англичане были вынуждены сотрудничать с ЭЛАС, когда убедились, что Зервас не только не располагал необходимыми силами для операции и, следовательно, не мог взять её на себя, но и что ЭЛАС располагал многократными силами по сравнению с Зервасом».

### План боя и взрыва моста
Располагаемые силы насчитывали: 12 англичан группы сапёров, 150 партизан ЭЛАС (английские источники занижают число партизан ЭЛАС до 86 человек, но эта цифра не вяжется с подробными и поимёнными описаниями участников боя) и 52 ЭДЕС. Современный греческий историк Т. Герозисис приводит цифры 115 партизан ЭЛАС и 45 ЭДЕС, основываясь на данных генерала Сарафиса, который, примкнув к ЭЛАС после этих событий, стал главнокомандующим Народно-освободительной армии Греции:603.
Согласно британским описаниям, греческие партизаны должны были нейтрализовать итальянский гарнизон и обеспечить прикрытие. Две группы в 8 партизан каждая должны были перерезать железную дорогу и телефонную линию в обоих направлениях, а также обеспечить прикрытие подходов к мосту, в то время как основные силы в 100 партизан должны были нейтрализовать гарнизон. Группа сапёров, разбитая на три части, должна была ждать в верхнем течении реки, пока гарнизон не будет нейтрализован.
Согласно более детальным описаниям партизан ЭЛАС, план взрыва принадлежал сапёру Майерсу, но план атаки был составлен Арисом, после отклонения предложения Зерваса.
План предусматривал:
- Южную опору моста, которую обороняли 80 итальянцев, располагавшихся в укреплениях, чьё строительство было завершено, должна была занять группа 60 партизан ЭЛАС, под командованием Костуласа.
- Северную опору моста, которую охраняли 30 итальянцев, имевших на вооружении 2 двуствольных зенитных орудия, но располагавшихся в ещё не законченных укреплениях, должны были занять 20 партизан ЭДЕС, возглавляемые лейтенантами Папахристу и Петропулакисом.

Взрыв моста взяли на себя британские сапёры, которым были приданы несколько партизан ЭЛАС и ЭДЕС, имевших опыт сапёра. 2 группы ЭЛАС, в 15 партизан и 1 сапёра каждая, должны были подорвать железнодорожную линию в километре к югу и северу от моста, чтобы исключить доставку подкреплений итальянцам по железной дороге. Командирами этих двух групп были назначены Я. Александру и К. Скармуцос. Ещё одной группе 15 партизан ЭЛАС, под командованием Хрисиотиса, было поручено сжечь деревянный автодорожный мост, на случай доставки подкреплений гарнизону автотранспортом.
Группе 8 партизан ЭДЕС, которой командовал адъютант Зерваса М. Миридакис, было поручено обнаружить и нейтрализовать ДЗОТ. В случае если таковая не будет обнаружена, эти 8 партизан должны были усилить группу Костуласа, на южной опоре моста. Другая группа, в 10 партизан ЭДЕС, должна была выйти в тыл итальянской обороны южной опоры.
Генеральным резервом операции была назначена группа 30 партизан ЭЛАС, под командованием лейтенанта Д. Димитриу (партизанский псевдоним Никифорос). Начало операции было назначено на 23:00 25 ноября и общее командование операции было поручено Зервасу, как старшему по званию среди участников операции.

## Бой и разрушение моста
В своей книге МакГлин весьма кратко и обобщённо пишет, что атака на посты гарнизона на двух концах моста началась согласно плану, но длилась значительно дольше предполагаемого времени. Майерс принял решение послать сапёров к мосту, в то время как бой ещё продолжался.
Установка зарядов также шла медленнее, чем предполагалось, поскольку балки, подлежащие разрушению, имели не ту форму, которая ожидалась. Это вынудило сапёров разрезать свою пластиковую взрывчатку на куски, а затем вновь собрать её.
После того как заряды были установлены и предохранители зажжены, первый взрыв состоялся в 01:30, сильно повредив центральную опору и разрушив 2 пролёта. После этого сапёры установили новые заряды на вторую опору и оставшиеся пролёты, которые были взорваны в 02:21.
Тем временем партизанские посты вступили в бой и остановили поезд с подкреплениями, направлявшимися на поле боя.
Информация, представленная новозеландским (McGlynn) и британским (Howarth) историками, не вяжется с описаниями боя его участниками, в частности лейтенанта Д. Димитриу («Никифорос»), находившимся в начале боя в генеральном резерве:

«…бой шёл. 23:15. Через 5 минут, согласно плану, с опорами следовало закончить. 23:20! Все взоры были обращены к северной опоре, которая была более лёгкой целью. 23:23. И тогда над южной опорой взлетела зелёная ракета и все как заведённые повернули головы туда. Это был почти победный конец. „Эдди“ был счастлив, мы в три раза счастливее — ведь это наши (партизаны ЭЛАС) первыми выполнили задачу, хотя им выпала самая тяжёлая работа».
Напротив, группа ЭДЕС, имевшая задачу занять северную опору, отступила под огнём итальянцев и, несмотря на присутствие двух офицеров, рассеялась. Это поставило под угрозу успешное завершение всей операции. Положение спасла резервная группа ЭЛАС, под командованием «Никифороса», которая после тяжёлого боя заняла опору и предоставила возможность сапёрам завершить взрыв моста. Немецкие подкрепления, шедшие на помощь итальянцам из Ламии, были остановлены засадами партизан ЭЛАС. Операция заняла 4 часа и закончилась полным успехом. Итальянцы потеряли 25 солдат убитыми, в то время как среди греческих партизан было только 4 раненых.
В 04:30 все атакующие силы успешно отошли к своим местам сбора.
При всех своих послевоенных попытках занизить роль ЭЛАС и, лично, Ариса в операции, Вудхауз был вынужден, сохраняя видимость объективности, признать: «Без Зерваса она (операция) не состоялась бы, без Ариса не увенчалась бы успехом».

## Расстрел
Через 2 дня после взрыва моста итальянцы в отместку за смерть своих 25 солдат забрали из тюрьмы в городе Ламия 16 заключённых, из которых 7 были расстреляны перед мостом. Остальные 9, к которым были добавлены 10 местных жителей, были расстреляны в близлежащем селе Кастелиа, поэтому общее число расстрелянных дошло до 26.

## Начало политической операции
После взрыва моста партизаны отошли к селу Мавролитари. Здесь они услышали передачу Би-би-си на греческом об операции. В передаче Би-би-си не было сказано и единого слова о участии партизан ЭЛАС под командованием Ариса в операции и, «естественно, ничего о решающей роли Ариса в критический фазе боя». Лондон объявлял, что операция была проведена только Зервасом. Это был «первый привкус» «бесчестной политики англичан по отношению к греческому Сопротивлению».
Другим «странным» моментом стал тот факт, что немцы назначили сумму за поимку Зерваса, «игнорируя» Ариса и ЭЛАС:604.
Участник операции Георгиос Хулиарас («Периклис») пишет:
«Так, с успехом Горгопотамоса, англичане достигли и другой поставленной ими цели — разрекламировать Зерваса, человека, которого они предназначали утвердить лидером партизанского движения в Греции, представить его как своего сотрудника и сделать его, в конечном итоге, своим послушным орудием.»
В какой-то мере в дезинформацию англичан внесли поправки организаций греческих работников искусств, принадлежащих ЭАМ. Так, например, художник Тасос в своей широко известной гравюре «Горгопотамос» изображает ликующих у разрушенного моста партизан, держащих развевающийся флаг ЭЛАС, а в одном из военных маршей ЭЛАС после слов «Громыхает Олимп, сверкает Гьона», звучат слова «Горгопотамос Аламане гордый привет шлёт/ Нового Воскресения колокол бьёт».

## Военная миссия
Диверсия была большим успехом для SOE, поскольку была самой большой из всех подобных операций, проведённых «Управлением» до того. Хотя её первоначальная военная цель — как-то прервать снабжение войск Роммеля — утратила свою важность после победы союзников при Эль-Аламейне, она раскрыла потенциал больших партизанских акций, обеспечивающих стратегические цели союзников, и дала моральный импульс оккупированной Греции.
Сам мост был восстановлен итальянским инженерным батальоном за 19 дней.
Миссия Harling не была отозвана, как предполагалось первоначально, согласно британским историкам, но получила инструкцию остаться и образовать «Британскую военную миссию в Греции». Герозисис использует фразу «якобы предполагалось отозвать»:604.
Однако это был последний раз, когда ЭЛАС и ЭДЕС сотрудничали в военном плане; в течение месяца произошли первые столкновения между силами ЭЛАС и ЭДЕС, ставшие прелюдией открытого конфликта, разгоревшегося в 1943 году между ЭЛАС и другими группами, поддерживаемыми англичанами.
Для ЭДЕС это была и последняя большая диверсионная операция этого рода, в то время как один только «инженерный батальон» ЭЛАС в Фессалии, под командованием Врацаноса, в течение последующих 23 месяцев взорвал 36 железнодорожных мостов.
Британская миссия продолжила свою политику, используя фунты.
В отличие от ЭЛАС, рядовые и офицеры ЭДЕС получали жалованье от 1 до 10 золотых фунтов в месяц, обеспеченное британским финансированием. Это придавало «эдеситам» в глазах «эласитов» «оттенок наёмников»:631.
Несмотря на это, силы ЭЛАС рοсли непропорционально по отношению к хорошо оплачиваемым силам ЭДЕС. С января 1943 года ЭЛАС, насчитывавший десятки тысяч бойцов по всей стране, был преобразован в регулярную армию, повторявшую довоенную организационную структуру греческой армии. Силы ЭДЕС, ограниченные Эпиром, насчитывали в этот период всего около 3 500 человек:635.
В октябре 1943 года произошли первые большие столкновения ЭДЕС и ЭЛАС «перед безразличными глазами» британской миссии:672.
Столкновения повторились в декабре, после «поощряемой Форин-офисом» внезапной атаки ЭДЕС, но закончились контрнаступлением ЭЛАС и разгромом «эдеситов» в январе 1944 года:681.
Англичане использовали ЭДЕС и в декабре 1944 года, во время открытой интервенции британских войск. Но в течение 3-х дней, к 29 декабря, 1-я, 8-я и 9-я дивизии ЭЛАС полностью очистили Эпир от соединений ЭДЕС:778.

## Смерть Ариса
После британской интервенции и боёв английской армии и её греческих союзников в декабре 1944 года против ЭЛАС в Афинах, последовало перемирие 11 января 1945 года:788.
8 февраля началась Ялтинская конференция, и на следующий день, 9 февраля (Герозисис подчёркивает этот факт), началась конференция в афинском пригороде Варкиза, в ходе которой руководство ЭАМ и компартии, надеясь на умиротворение страны, согласилось на разоружение частей ЭЛАС. Арис выступил против этого решения, по политическим мотивам, считая также, что безоружные партизаны станут жертвами террора. С сотней своих сторонников Арис ушёл в горы, периодически вступая в бои с англичанами и правительственными войсками. Арис был исключён из партии за нарушение партийной дисциплины и авантюризм. 15 июня 1945 года, окружённый правительственными войсками и правой милицией, Арис принял бой, после чего, будучи раненным, покончил жизнь самоубийством. Головы Ариса и его адъютанта Дзавеласа были вывешены «монархическими бандами» на площади города Трикала.
Последующие события, к сожалению для Греции, оправдали действия Ариса. Компартия реабилитировала его только в 2011 году. В официальной греческой прессе и литературе периода 1945—1952 Арис фигурировал в качестве красного злодея и его участие в операции Горгопотамоса либо замалчивалось, либо упоминалось со всевозможными оговорками.

## Фальсификация событий и их опровержение
После поражения нацистской Германии и её союзников, во всех странах, принявших участие в антифашистской войне, ветеранам Сопротивления был оказан почёт. В Греции, напротив, борцы Сопротивления в последовавшие годы — до, на протяжении и после Гражданской войны, гибли в результате террора правых правительств, подвергались гонениям, заключению в тюрьмы и ссылкам в лагеря.
По завершении Гражданской войны, в период 1949—1950 Зервас в своих «Мемуарах» утверждал, что только благодаря его шантажу Арис и ЭЛАС приняли участие в операции Горгопотамоса. Ему вторили заявления англичан. Вудхауз, пытаясь приуменьшить значение участия ЭЛАС в операции, заявлял, что «когда Арис осознал, что операция будет проведена даже без его сил, он не рискнул оставить Зерваса одного заполучить славу и сразу согласился сотрудничать».
Позже Вудхауз был вынужден несколько откорректировать это заявление, произнеся свою ставшую известной «объективную» фразу: «Без Зерваса она (операция) не состоялась бы, без Ариса не увенчалась бы успехом».
Между тем С. Бекиос, участвовавший в операции, пишет, что ЭЛАС сотрудничал с англичанами до встречи Ариса с Зервасом. Бекиос пишет, что все заявления противников ЭАМ были сделаны для фальсификации правды о том, что основную тяжесть операции вынесли на своих плечах силы ЭЛАС, в русле пропаганды, пытающейся выкорчевать из сознания народа роль ЭЛАС в освобождении страны.
В 1953 году «Никифорос» (Д. Димитриу) сразу после своего освобождения из тюремного заключения издал книгу «Партизан в горах Румелии (Хроника 1940-44). Хроника Горгопотамоса». Книга вызвала резкую реакцию, вплоть до судебного преследования писателя, поскольку представила в корне отличавшуюся от насаждаемой версию об операции, где он подчёркивал ведущую роль Ариса и ЭЛАС в успехе операции.
После этой книги Д. Димитриу издал брошюру «После Горгопотамоса».
Позже описание операции, свидетельства участников и опровержение дезинформации Зерваса, Майерса и Вудхауза были приведены в книге П. Лагдаса «Арис — первоначальник Борьбы».
Г. Хулиарас («Периклис») в своей книге «Дорога блудная…», защищая ЭЛАС и Ариса, пишет:
«Как тогда, сразу после операции, так и сегодня, после стольких лет, они продолжают при каждой возможности обвинять ЭЛАС и Ариса, с целью умалить его вклад в успех операции, и, главное, чтобы доказать, будто ЭАМ интересовала не война против оккупантов, а борьба за власть».
Он же опровергает попытки приписать решающую атаку группы ЭЛАС под командованием Д. Димитриу на северную опору моста. Зервас приписывал эту атаку своему брату Алекосу, а Майерс — Комниносу Пиромаглу.

## Горгопотамос − 1964 год
На выборах 1964 года победила партия «Союз центра», которую возглавлял Георгиос Папандреу (старший). Тот в этот период находился в конфронтации с королевским двором по вопросам армии и с американцами по вопросу Кипра.
В ноябре 1964 года правительство приняло решение отметить официальным празднованием годовщину взрыва моста Горгопотамоса. Организации ветеранов Сопротивления были распущены и считались незаконными, но празднование годовщины было сочтено как уступка народному давлению признать Национальное Сопротивление:1016.
25 ноября под мостом Горгопотамоса собрались 20 тысяч бывших партизан ЭЛАС и сторонников левых партий, а также ветераны ЭДЕС.
Но место митинга оказалось заминированным неизвестными. Когда собравшиеся люди направились к опорам моста возложить венки, они нарвались на мину. 13 человек погибли, включая 12-летнюю девочку, 80 человек было ранено. Было выдвинуто обвинение, что это была совместная операция ЦРУ и греческих секретных служб, под наименованием «Операция Стрела». Целью операции была политическая дестабилизация в стране, низложение правительства Папандреу и террор против левых сил и ветеранов ЭАМ-ЭЛАС. Официальный рапорт расследования гласил, что взорвавшаяся мина была «американского образца» и находилась на месте взрыва с 1947 года (с гражданской войны), если не с оккупации.
Папандреу принял этот рапорт, шантажируя левые силы фразой «или правду и правительство будет низложено, или оставляем как есть и правительство остаётся у власти».
Между тем существовали доклады, сообщавшие, что минные поля вокруг моста были дважды зачищены.
Министерство обороны представило документы о минных полях под номерами «ΕΘ7», созданном в 1948 году с 182 минами, полностью зачищенном в 1957 году, и «ΑΒ10» созданном в 1949 году с 88 минами, которые были обезврежены поэтапно с 1951 года (9 мин), в 1955 (2) и в 1957 (77). Взорвавшаяся мина находилось на площадке второго поля.
На вопрос, как на зачищенном поле оказалась необезвреженная мина, был получен ответ — случается. Когда была найдена ещё одна мина, ответом было — две мины ускользнули. Когда были найдены ещё 2 мины, не было получено никакого ответа.
Между тем все предыдущие годы железнодорожники неоднократно производили работы на этом месте, и стада овец годами паслись под мостом.
Взрыв состоялся, когда жандармерия препятствовала ветеранам возложить венки, так как это было вне программы, и официальные лица начали покидать мероприятие. После взрывов собравшиеся решили, что их блокировала жандармерия и забрасывала гранатами, и двинулись против жандармов[уточнить]. Правительство предало жертв взрыва суду по обвинению в «мятеже против государства».
Сам Папандреу, говоря о судимых «коммунистах», инструктировал своих близких сотрудников: «раздавите их».
18 ветеранов были осуждены: на 3 года секретарь Союза инвалидов и раненных Сопротивления К. Тасопулос и член руководства Союза жертв оккупации «Феникс» Анна Солому. На 2,5 года генерал Герасимос Авгеропулос, С. Бекиос, участник операции Горгопотамос. Остальные 14 ветеранов были осуждены на многомесячное заключение; среди них был также старый генерал Кусиндас (ЭДЕС):1018.
Сразу по окончании суда, 4 августа 1965 года, в прессу попало письмо военного атташе США в Афинах, в котором говорилось о американской «Операции ARROW-1» (Стрела-1). Американское посольство немедленно объявило письмо фальшивкой.
Фальшивка говорила, что взрыв мины был делом рук ЦРУ. Исполнители прибыли из Германии и были греками (или среди них были также греки), которые, не входя в контакт с местным населением, были эвакуированы по завершении операции на свою базу в Германии. О деталях операции был информирован персонал посольства США.
Письмо выражало недовольство, что «наши друзья в армии и на флоте» не воспользовались создавшимся положением в стране.
Но поскольку американское посольство заявило, что письмо — фальшивка, делу не дали ход, несмотря на расследование, которое предпринял юрист Х. Рахиотис, чья жена была среди 13 погибших.
Осуждённая Анна Солому написала о этих событиях книгу «Жизнь в буре», журналист Я. Рангос написал документальную книгу под заголовком «МИНА. Дело Горгопотамос — Ноябрь 1964». Писатель Стратис Циркас в своей «Потерянной Весне» в деталях описывает американскую провокацию, но поскольку это уже беллетристика, её нельзя учитывать, так же как и «фальшивое письмо», отмечает журналист и исследователь К. Папаиоанну.

## Идеологема
Официальное признание Национального Сопротивления в Греции задержалось на 30 лет. Через 8 лет после печального опыта военной диктатуры 1967—1974, правительство партии социалистов признало «всеобщее» Сопротивление периода 1941—1944 президентским указом ΝΔ 1285/20.9.82.
Идеологема «Единого Национального Сопротивления» была удобна для консервативных кругов в стране, поскольку замалчивала их ответственность в годы оккупации.
Осуждённая Анна Солому написала о этих событиях книгу «Жизнь в буре», журналист Я. Рангос написал документальную книгу под заголовком «МИНА. Дело Горгопотамос — Ноябрь 1964». Писатель Стратис Циркас в своей «Потерянной Весне» в деталях описывает американскую провокацию, но поскольку это уже беллетристика, её нельзя учитывать, так же как и «фальшивое письмо», отмечает журналист и исследователь К. Папаиоанну.
«Каким всеобщим ‘национальным’ было в действительности Сопротивление, когда греческое правительство и король бежали за пределы страны, многие политические партии саботировали или не желали участвовать в вооружённой борьбе не говоря уже о сотрудниках оккупантов?». Это «единство нации» постепенно помогало замалчиванию антифашистского и демократического содержания национально-освободительной борьбы.

## Память
С признанием Сопротивления, 25 ноября, день взрыва моста Горгопотамоса, был утверждён как день официального празднования «Единого Национального Сопротивления». Это объясняется тем, что: во-первых, операция была значительной для союзной борьбы, и во-вторых, это был акт Сопротивления, который подходил для символа национального единодушия. Место празднования было определено возле моста, ответственность за организацию мероприятий взяли на себя организации ветеранов Сопротивления, власти Фтиотиды и муниципалитет Горгопотамоса.
До 1991 года Горгопотамос праздновался совместно всеми организациями ветеранов и политическими партиями. В 1992 году организации ветеранов ЭАМ, в знак протеста против отступлений правительства Мицотакиса в вопросах, интересующих ветеранов, перестали принимать участие в официальных празднованиях. Впоследствии КПГ и её организация ветеранов стали организовывать отдельное празднование Горгопотамоса.